# 엔메바라게시
엔메바라게시(ca. 2600 BC)는 수메르 왕 목록에 따르면 엘람을 정복한 키시의 왕이었다. (900년) 그러나 길가메시의 전임자 우루크의 어부 두무지드에 의해 잡혔다.
그는 고고학적 니푸르 유적에서 직접 고증되는 최초의 지배자이다.
그는 키시의 아가의 아버지로 우루크에 장악되었다.